# Свети Мина (Дриовуно)
„Свети Мина“ (на гръцки: Αγίου Μηνά) е късносредновековна православна църква в населишкото село Дриовуно (Дряново), Егейска Македония, Гърция.
Църквата е изградена в 1509 година като „Свети Димитър“. В XIX век – в 1859 година, според камения надпис вдясно от входа, е построена новата голяма каменна „Свети Мина“, в която е включен старият храм.